# Камалашила
Камалашила — индийский буддийский философ, проповедовавший на Тибете в VIII веке, преемник Шантаракшиты. 
После проповедей и переводов Шантаракшиты, образцового представителя классической индийской Махаяны, стало выясняться, что между его учением Ачарья-бодхисаттвы и доктринами китайских (и некоторых корейских) хэшанов существуют серьёзные, а может быть, и непримиримые противоречия. Камалашила как преемник Шантаракшиты и китайские монахи имели своих многочисленных последователей из числа тибетской аристократии, придворной знати и членов царской семьи. Поэтому возникла потребность выяснить, какой всё-таки вариант буддизма является истинным и в большей мере соответствующим учению самого Будды.
И выяснить это было решено традиционным для Индии способом — организацией диспута, на котором индийскую сторону представлял сам Камалашила, а китайскую — Хэшан (в тибетских источниках этот «титул» воспринимается в данном случае как имя) Махаяна (тиб. Хва-шан Маха-ян; кит. Хэшан Мохэянь). Этот диспут состоялся в монастыре Самье (точная дата его неизвестна, условной датой проведения диспута можно считать 790). (см. Дискуссия в Самье)
Согласно традиционным тибетским источникам, диспут закончился полной победой Камалашилы (что привело даже к самоубийствам среди сторонников Хэшана Махаяны), после чего царь запретил проповедь китайского буддизма и Тибет окончательно и бесповоротно обратился к классическим индийским образцам.